# Günter Gerhard Lange
Günter Gerhard Lange (* 12. April 1921 in Frankfurt (Oder); † 2. Dezember 2008 in Großhesselohe bei München) war ein deutscher Schriftdesigner, Typograf und Lehrer. Er war langjähriger künstlerischer Leiter der H. Berthold AG und gilt als einer der weltweit bedeutendsten Typografen, Förderer der Schriftqualität und Schriftgestalter des 20. Jahrhunderts, der insbesondere die Schriftgestaltung nach 1945 prägte.

## Leben
1950 begann Lange zunächst als freier Mitarbeiter bei Berthold in Berlin und entwarf Handsatz-Bleigussschriften für die neu entstehende Werbung, u. a. Derby, Solemnis, Boulevard, Regina, Champion und als erste Mengensatzschrift die Arena. Die erste Fotosetzmaschine Diatype wurde von Berthold 1958 auf der Drupa vorgestellt. Damit begann der konsequente Aufbau der Berthold-Schriftenbibliothek, die mit ihren Werbeschriften, klassischen Textschriften und zeitgenössischen Exklusivschriften lange Zeit als Referenz in der Schriftgestaltung galt. Nach und nach wurden auch klassische Bleisatzschriften in den Fotosatz übertragen, wie die von Baskerville, Caslon, Garamond, Van Dijck oder Walbaum. Langes Schrift Bodoni Old Face, nach dem klassizistischen Schriftentwurf von Giambattista Bodoni, gilt als eine seiner bedeutendsten Neuinterpretationen. Auch Lizenzschriften von International Typeface Corporation (ITC) und Monotype Corporation wurden unter seiner Federführung verbessert. Renommierte Schriftdesigner wie Albert Boton, Karl Gerstner, Friedrich Poppl, Kurt Weidemann, Hermann Zapf ließen sich von „GGL“, so sein bekanntes Kürzel, beraten. Nach der Auflösung der H. Berthold AG war Lange weiterhin als Schriftgestalter und als Dozent in München und Wien tätig.
Lange erhielt mehrere internationale Auszeichnungen und Ehrenmitgliedschaften. Er lebte und arbeitete zuletzt in München.

## Schriftentwürfe
Nach Erscheinungsjahr geordnet

Schriftbeispiele

- Arena (1951, 1952, 1954, 1959, 1991)
- Derby (1952)
- Solemnis (1953)
- Boulevard (1954)
- Champion (1957)
- El Greco (1964)
- Concorde (Schriftart) (1969)
- Garamond (Neuschnitt) (1972, 1975)
- Concorde Nova (1975)
- Walbaum (Neuschnitt) (1975, 1976, 1978, 1979)
- Franklin-Antiqua (1976)
- Akzidenz-Grotesk
- Caslon (Neuschnitt) (1977, 1982)
- Berthold Script (1977)
- Baskerville (Neuschnitt) (1980, 1983)
- Imago (1982, 2000)
- Bodoni Old Face (Neuschnitt) (1983, 2001)
- Whittingham (2000)

## Ehrungen und Auszeichnungen
- 1989: Frederic W. Goudy Award des Rochester Institute of Technology (RIT)
- 1990: Ehrenmitgliedschaft der Typographischen Gesellschaft München (tgm) anlässlich des 100. tgm-Jubiläums
- 1996: Ehrenmitglied der Allianz deutscher Designer e. V. (AGD)
- 2000: Type Directors Club Medal des New York Type Directors Club
- 2002: Designpreis der Landeshauptstadt München
- 2007: Ehrenmitglied des Berufsverbands der Deutschen Kommunikationsdesigner (BDG)

## Lehrtätigkeiten
- 1970–71: Fachschule für Industriewerbung und Absatzförderung in Kassel, Lehrfach Typografik
- 1972–74: Gastvorlesungen an der Kunstschule Alsterdamm Hamburg
- 1973–82: Werbefachliche Akademie München, Lehrfach visuelle Kommunikation
- 1974–2006: Akademie U5, Berufsfachschule für grafische Gestaltung München, Lehrfach visuelle Kommunikation
- 1997–2006: Universität für angewandte Kunst Wien; Meisterklasse Walter Lürzer, Schwerpunkt Werbung, Lehrfach Typografie